# Región Nororiental (Venezuela)
La región Nor-Oriental, también conocida como Región Oriental u Oriente, es una de las 9 regiones político-administrativas de Venezuela, y está formada por los estados Anzoátegui, Monagas y Sucre.

## Historia

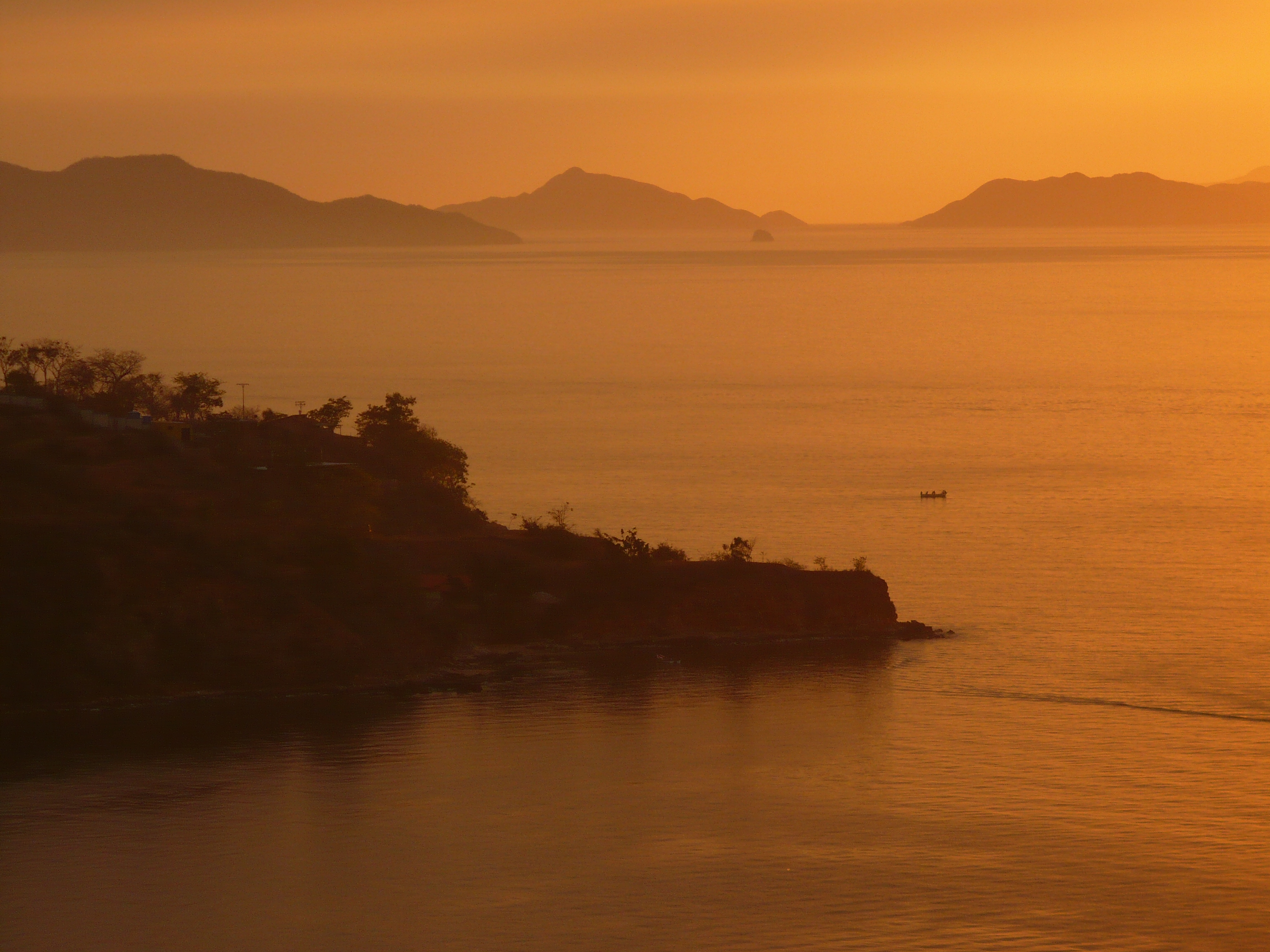
Atardecer en el Parque nacional Mochima uno de los más visitados del oriente del país

El estado Sucre tiene una gran importancia histórica, pues fue la primera tierra venezolana que tocó el navegante Cristóbal Colón. Este último, impresionado por el verdor de la flora, las costas y el agua cristalina de sus playas, llamó al lugar "Tierra de Gracia".
Si bien el Estado Anzoátegui se llamó inicialmente Provincia de Barcelona en referencia a la ciudad española del mismo nombre, mientras la capital mantuvo su nombre original (Barcelona) el territorio recibió el nombre de un general venezolano.
En 1856 se crea la Provincia de Maturín, separada de la de Cumaná. Para 1864 se ratifica el Estado Maturín. Pero en 1879, Monagas fue anexado al Estado de Oriente y, de 1891 a 1898, perteneció al Estado Bermúdez. En 1904, Maturín se convirtió en la capital del distrito Monagas del Estado Bermúdez, cuya capital era Cumaná. En 1909 se crea el Estado Monagas con sus límites actuales. En honor al General José Tadeo Monagas.

## Límites
Limita por el norte con el Mar Caribe y la Región Insular; por el sur con el estado Bolívar; por el este con el estado Delta Amacuro y el Golfo de Paria, y por el oeste con los estados Miranda y Guárico.

## Población
La población de la región oriental asciende a 3.316.182 habitantes (2024), lo que representa el 12% de la población nacional; se distribuye en un territorio de 84.000 km², determinando una densidad de población igual a 39,5 habitantes por km² . En ellas se encuentras diferentes etnias con diversas culturas.

## Cultura
Música popular o típica: Gaita, Fulía oriental (hispánica), Malagueña, Jota, Polo, Galerón, Punto, Punto cruzao, Punto y llanto, Cantos de loló, Joropo oriental (12formas), joropo guayanés. En la selva utilizan flautas de carrizos y sonajas para sus invocaciones espirituales o para la alegría en Momentos de expansión colectiva. Música que se caracteriza por ser triste, monódica, pero muy hermosa.[cita requerida]